# Рајна Драгићевић
Рајна Драгићевић (1968) је српски лексиколог и лексикограф, доктор филолошких наука и универзитетска професорка. Бави се још и творбом речи, као и методиком српског језика.

## Биографија
Завршила је групу за српски језик и општу лингвистику на Филолошком факултету у Београду. Магистрирала је 1993, а докторирала 1999. године. Тема магистарског рада гласи Лексичка антонимија на материјалу Српских народних пословица Вука Стефановића Караџића, а наслов доктората гласи Творбена и семантичка анализа придева са значењем људских особина у савременом српском језику.
Од 1994. Рајна Драгићевић ради на Филолошком факултету Универзитета у Београду, и то на Катедри за српски језик са јужнословенским језицима. У почетку је била запослена као асистенткиња-приправница, затим као асистенткиња, па доценткиња од 2000. до 2008. године. Од 2008. до 2013. године ради у звању ванредног професора, а од 2013. има звање редовног професора. Предаје Савремени српски језик, Лексикологију, Увод у лексикографију и Практичну лексикографију.

## Научни рад
Рајна Драгићевић је аутор девет монографија, коаутор четири речника, коаутор проширеног и допуњеног четвртог издања Нормативне граматике српског језика, уредник дванаест колективних монографија или зборника радова, аутор неколико уџбеника из граматике српског језика за основну школу и аутор више од 400 научних и стручних радова и приказа.

## Дела

### Монографије
- Придеви са значењем људских особина (творбена и семантичка анализа), Институт за српски језик, Библиотека јужнословенског филолога, нова серија, књ. 18, Београд, 2001. YU ISSN 0350-185x
- Лексикологија српског језика, Београд, 2007, 2010 (друго иѕдање): Завод за уџбенике.  978-86-17-16957-0.
- Вербалне асоцијације кроз српски језик и културу, Београд, 2010: Друштво за српски језик и књижевност Србије.  978-86-84885-38-0. COBISS.SR-ID 172137484
- Лексикологија и граматика у школи. Методички огледи, Београд, 2012: Учитељски факултет Универзитета у Београду.  978-86-7849-159-7. COBISS.SR-ID 188494860
- Српска лексика у прошлости и данас, Нови Сад: Матица српска. 2018.  978-86-7946-219-0. COBISS.SR-ID 320615431
- Граматика у огледалу семантике, Београд: Чигоја, 2020.  978-86-531-0596-9.  COBISS.SR-ID 21369097
- Slovеnska susretanja: jug i zapad, Rajna Dragićević, Dalibor Sokolović, Mina Đurić, Dejan Ajdačić, Warszava, 2021: Wydano nakładem Wydziału Polonistyki Uniwersytetu Warszawskiego. Publikacja afiliowana przy Wydziale Polonistyki UW.  978-86-7946-478-1.

- Лексиколошка лингвокултурологија, Нови Сад: Матица српска, 2024.  978-83-66400-02-3.
- Oгледи из српске дериватологије, Андрићград-Вишеград: Андрићев институт, 2024.  978-99976-89-29-0.
- Граматика (са Предрагом Пипером и Иваном Клајном) Нормативна граматика српскога језика, четврто, измењено и допуњено издање, Нови Сад, 2022: Матица српска.  978-86-7946-377-7.

### Речници
- П. Пипер, Р. Драгићевић, М. Стефановић: Асоцијативни речник српскога језика, Београд, 2005, I део — Увод, стр. 7—109; II део — речник (од стимулуса ка реакцији), стр. 109—525: Београдска књига, Филолошки факултет, Службени лист СЦГ.
- Р. Драгићевић, П. Пипер, М. Стефановић: Обратни асоцијативни речник српскога језика, (II део, од реакције ка стимулусу), Београд, 2011: Службени гласник, Београдска књига.
- Семантичко-деривациони речник, свеска 2: човек — унутрашњи органи и ткива, психофизиолошка стања и радње, психофизичке особине, сродство, редакторке: Д. Гортан-Премк, В. Васић и Р. Драгићевић, Нови Сад, 2006: Филозофски факултет, Одсек за српски језик и лингвистику.
- (са групом аутора) Речник српскога језика, (секција: претовар — пропагирати), Нови Сад, 2007: Матица српска.

### Приређена дела
- Творба речи и њени ресурси у словенским језицима, зборник радова са четрнаесте међународне конференције Комисије за творбу речи при Међународном комитету слависта, главни уредник: Рајна Драгићевић, Београд: Филолошки факултет, Чигоја штампа. 2012.  978-86-6153-116-3.
- Савремена српска лексикографија у теорији и пракси, колективна монографија, уредник: Рајна Драгићевић, Београд, 2014: Филолошки факултет Универзитета у Београду.  978-86-6153-235-1.
- Работы по языкознанию кафедры сербского языка Филологического факультета Белградского университета, составители проф. д.ф.н. Велько Брборич, проф. д.ф.н. Райна Драгичевич, перевод с сербского Ирина Гучкова, Библиотека: Язык и литература, Серия: Труды о языке и литературе, книга 3, главный редактор: проф. д.ф.н. А. Вранеш, Белград, 2015: Филологический факультет.  978-86-6153-328-0.
- Речи под лупом, зборник радова о лексици српског језика, приредила Рајна Драгићевић, Београд, 2016: Танеси.  978-86-80430-24-9.
- Путевима речи. Зборник у част Даринки Гортан Премк, уредник Рајна Драгићевић, Београд, 2017: Филолошки факултет Универзитета у Београду. Катедра за српски језик са јужнословенским језицима.  978-86-6153-464-5.
- Српска славистика, колективна монографија, том I, радови српске делегације на XVI међународном конгресу слависта, уредници Рајна Драгићевић и Вељко Брборић, Београд: Савез славистичких друштава Србије. 2018.  978-86-917949-3-4.
- Српска лексикографија од Вука до данас. Сербская лексикография от Вука до современности, каталог изложбе; каталог выстваки, уредници Милосав Тешић, Рајна Драгићевић, Ненад Ивановић, Београд, 2018: САНУ, Галерија науке и технике — Савез славистичких друштава Србије.  978-86-7025-778-8. (САНУ)
- Година 1847: преломна тачка савремене српске културе, зборник радова с истоименог Округлог стола одржаног на Филолошком факултету Универзитета у Београду 11. XII 2017, уредници Александар Милановић и Рајна Драгићевић, Београд, 2018: Савез славистичких друштава Србије.  978-86-917949-9-6.
- Стазама славистике, зборник радова објављених у Политици у оквиру циклуса У сусрет конгресу слависта, уредник Рајна Драгићевић, Београд, 2018: Савез славистичких друштава Србије.  978-86-917949-8-9.
- България и Сърбия през погледа на сръбски студенти. Бугарска и Србија очима српских студената, редактори Рајна Драгићевић, Ивана Давитков, Јулиан Китипов, Београд, 2018: Чигоја штампа и Амбасада Републике Бугарске.
- Kругови Ирене Грицкат (семантичко-граматичка истраживања савременог српског језика), уредник Рајна Драгићевић, Београд, 2020: Савез славистичких друштава Србије.  978-86-531-0461-0.

- Савремено проучавање српског језика и књижевности и других словенских језика и књижевности као матерњих, инословенских и страних, зборники реферата са XIX конгреса Савеза славистичких друштава Србије, 23–25. VIII 2023, главни и одговорни уредник Рајна Драгићевић, Београд, 2024: Савез славистичких друштава Србије.  978-86-81622-14-8.

## Чланство у научним организацијама
- Председник Савеза славистичких друштава Србије (од 2017. године);
- Управник Катедре за српски језик са јужнословенским језицима Филолошког факултета Универзитета у Београду (oд 2017. дo 2019. године);
- Руководилац пројекта израде вишетомног речника савременог српског језика Матице српске (од 2018. године);
- Руководилац пројекта израде терминолошких речника Матице српске (од 2018. године);
- Председник Комисије за словенску творбу речи Међународног славистичког комитета (од 2022. године);
- Члан Комисије за медијалингвистику Међународног славистичког комитета (од 2022. године);
- Члан Комисије за наставу словенских језика и књижевности Међународног славистичког комитета (од 2024. године)
- Члан Програмског комитета Међународне асоцијације истраживача језика медијске комуникације (Международная Ассоциация исследователей языка медиакоммуникации).[4]
- Научни секретар Комисије за творбу речи Међународног комитета слависта;
- Члан Управног одбора Матице српске (од 2020. године)
- Члан Стручног савета Катедре за језик и говор Коларчеве задужбине
- Члан Одбора Одељења за књижевност и језик Матице српске;
- Члан Комисије за творбу речи Међународног комитета слависта;
- Члан Одбора за доделу награде „Павле и Милка Ивић”;
- Председник Одбора за доделу Повеље Савеза славистичких друштава Србије (од 2024. године)
- Члан Одбора за организацију меморијалних предавања у част академика Предрага Пипера (од 2024. године)
- Члан Одбора за доделу награде за младе лексикологе „Даринка Гортан Премк“ (од 2024. године)
- Члан Одбора Вукове задужбине за награде у науци;
- Члан Комисије за лексикологију и лексикографију Одбора за стандардизацију српског језика;
- Члан Комисије за корпус Одбора за стандардизацију српског језика;
- Члан Комисије за стандардни језик у школству, администрацији, издаваштву и јавним гласилима Одбора за стандардизацију српског језика;
- Члан пројекта Српски језик и његови ресурси: опис, теорије и примена Министарства просвете, науке и технолошког развоја.

## Чланство у уређивачким одборима часописа
- Члан Уређивачког одбора следећих српских лингвистичких часописа: Јужнословенски филолог, Наш језик, Српски језик, Књижевност и језик, Славистика, Анали Филолошког факултета, Језик данас и Прилози настави српског језика и књижевности из Бања Луке.
- Члан Уређивачког одбора зборника Славянская историческая лексикология и лексикография Института лингвистических исследований РАН, Отдел исторической лексикологии и лексикографии.
- Члан Уређивачког одбора часописа Лексикографiчний бюлетень Iнститута украïнськоï мови, Нацiональна академiя наук Украïни.
- Члан Уређивачког одбора часописа Прилози на Одделението за лингвистика и литературна наука при Македонска академија на науките и уметностите (МАНУ).
- Славистические исследования, Исследовательский центр славянского мира на базе Харбинского педагогического университета КНР
- Члан Уређивачког одбора часописа Acta Slavica Iaponica, an international interdisciplinary journal on Slavic studies
- Главни уредник Јужнословенског филолога(од 2018. године).
- Главни уредник и један од оснивача едиције Славистички списи Савеза славистичких друштава Србије, у којој су до сада објављене следеће публикације: 1) Српска лексикографија од Вука до данас, каталог изложбе, ур. Милосав Тешић, Рајна Драгићевић и Ненад Ивановић (2018); 2) Српска славистика I, колективна монографија радова чланова српске делегације на XVI међународном конгресу слависта у Београду, ур. Рајна Драгићевић и Вељко Брборић (2018); 3) Српска славистика II, колективна монографија радова чланова српске делегације на XVIмеђународном конгресу слависта у Београду, ур. Бошко Сувајџић, Петар Буњак, Душан Иванић (2018); 4) Трагом славистичких истраживања професора Богољуба Станковића, међународни научни зборник радова, ур. Ксенија Кончаревић (2018); 5) Слободан Ж. Марковић – човек институција, међународни научни зборник радова, ур. Александар Јерков и Бошко Сувајџић (2018); 6) Стазама славистике, међународни зборник радова, прир. Рајна Драгићевић (2018); 7) Година 1847 – преломна тачка српске културе, зборник радова са Округлог стола, ур. Александар Милановић и Рајна Драгићевић (2018); 8) Петар Буњак, Раскршћа славистике (2019); 9) Кругови Ирене Грицкат, збирка изабраних радова И. Грицкат, прир. Рајна Драгићевић (2020); 10) Далибор Соколовић,Преглед историје словачког стнадардног језика (2020); 11) Вања Станишић: Ћирилички документи XVIII века из Бока которске (2020); 12) Вања Станишић, Старе књиге Јагићеве библиотеке (2020); 13) Александра Корда Петровић, Чешки путописи о Балкану (2020); 14) Петар Буњак: Књижевност и контактологија (2021); 15) Александра Врнаеш (ур.): Дигитална хуманистика и словенско културно наслеђе (2021); 16) Данко Шипка: Словенски језици – генеалогија и идеологија (2022); 17) Мина Ђурић: Трансмузикализација текста: музика српске модернистичке књижевности (2022); 18) Јелена Гинић: Фонетика руског језика (2022); 19) Бранко Вранеш: Критичари у дијалогу: Р. Константиновић, Н. Петковић, А. Јерков о српској поезији 20. века (2023). 20) A. Вранеш, Љ. Марковић, Љ. Бајић (ур.): Дигитална хуманистика и словенско културно наслеђе II (2023).
- Славянская историческая лексикология и лексикография, сборник Института лингвистических исследований РАН, Отдел исторической лексикологии и лексикографии.
- Лексикографический бюллтень, Институт украинского языка Национальной академии наук Украины.
- Прилози на Одделението за лингвистика и литературна наука, МАНУ.
- Славистические исследования, Исследовательский центр славянского мира на базе Харбинского педагогического университета КНР.
- Journal of Slavic Languages, The Korean Association of Slavic Languages, Seoul, South Korea (од 2020. године).[5]
- Acta Slavica Iaponica, an international interdisciplinary journal on Slavic studies (од 2021. године).[6]
- Slavia Meridionalis, Institute of Slavic Studies of the Polish Academy of Sciences (од 2022. године).[7]
- Rocznik Slawistyczny, Polska akademia nauk (од 2023. године).[8]

## Организација славистичких активности

### Организација конференција
- [Као председник Савеза славистичких друштава Србије, заједно са проф. др Бошком Сувајџићем (председником МКС-а)] руководилац организације Шеснаестог међународног Конгреса слависта, Београд, 2018. године.
- [Заједно са проф. др Б. Ћорићем] непосредни организатор Четрнаесте међународне научне конференције Комисије за творбу речи Међународног комитета слависта, Филолошки факултет Универзитета у Београду, 2012. године.
- Члан Организационог одбора Међународног научног симпозијума Словенска терминологија данас, у организацији Комисије за терминологију словенских језика Међународног комитета слависта, САНУ, Института за српски језик САНУ, АНУРС и Матице српске, Београд. 2016.
- [Заједно са проф. др А. Милановићем] организатор Округлог стола Година 1847: преломна тачка савремене српске културе, 11. децембар 2017, Филолошки факултет, Београд.
- [Као управник Катедре за српски језик са јужнословенским језицима, заједно са Амбасадом Републике Бугарске] организатор студентског наградног конкурса о бугарско-српским језичким, књижевним и културним везама; награда за најбоље радове додељена је 28. марта 2018. године на Филолошком факултету у Београду.
- Организатор циклуса предавања Српски језик и култура у светлу проучавања вербалних асоцијација, Коларчева задужбина, мај 2016. године (предавачи: академик Предраг Пипер, проф. др Ксенија Кончаревић, проф. др Марија Стефановић, проф. др Рајна Драгићевић).
- Члан научног одбора конференције Slovanská slovotvorba: synchrónia, inovácie, neologizácia, 6–10. IX 2021, Prešovská univerzita v Prešove, Filozofická fakulta, Pedagogická fakulta, Slovenská jazykovedná spoločnosť pri Jazykovednom ústave Ľ. Štúra SAV, Komisia pre slovanskú slovotvorbu pri Medzinárodnom komitéte slavistov
- Члан организационог одбора Школе србистике: «Доминанты сербской культуры», коју од 2019. године, сваке године организује Филологический факультет МГУ им. М. В. Ломоносова, Институт лингвистических исследований РАН, Институт славяноведения РАН и Филолошки факултет Универзитета у Београду. Полазници школе су студенти србистике на руским и српским универзитетима.
- Председник Програмског одбора XIX конгреса Савеза славистичких друштава Србије „Савремено проучавање српског језика и књижевности и других словенских језика и књижевности као матерњих, инословенских и странихˮ, Филолошки факултет Универзитета у Београду, 23–25. VIII 2023. године. Организатори Конгреса: Савез славистичких друштава Србије и Филолошки факултет Универзитета у Београду.
- Члан Програмског комитета XVII Международных Карских чтений «Славянский мир и национальная речевая культура в современной коммуникации», 16. и 17. мај 2024, Гродно (Белорусија). Организатори: Министерство образования Республики Беларусь,  Гродненский государственный университет имени Янки Купалы, Гродненский областной исполнительный комитет, Медиалингвистическая комиссия при Международном комитете славистов.
- Члан Програмског комитета 23. Међународне конференције Комисије за словенску творбу речи Међународног славистичког комитета Stopenjsko besedotvorje. Организатори: ZRC SAZU, Inštituta za slovenski jezik Frana Ramovša, Instituta “Jožef Stefan”, Univerza v Mariboru, Filozofska fakulteta, Љубљана, 17–20. IX 2024.[9]
- Члан Програмског комитета симпозијума: II международный симпозиум «Лексикография цифровой эпохи», Организатори: Государственный институт русского языка им. А.С. Пушкина, Москва; НИУ ВШЭ, Москва, Томский государственный университет, Томск,  20–22. XI, 2024, Москва, Томск.[10]
- У име Савеза славистичких друштава Србије, организатор семинара Српско-руски мостови, посвећеног српско-руским језичким, књижевним, историјским и друштвеним везама, за руске и српске студенте србитике, Андрићев институт, Вишеград, 10–16. XI 2024.

### Организација изложбе речника
- [Заједно са др Н. Ивановићем] коаутор изложбе Српска лексикографија од Вука до данас, пратеће манифестације 16. међународног конгреса слависта, Галерија науке и технике САНУ (15. август 2018 — 7. септембар 2018); Образовно културни центар Вук Караџић, Тршић (16. септембар 2018 — 1. новембра 2018).

## Учешћа на конференцијама

### Учешћа на међународним конференцијама и у пројектима
Учествовала на бројним међународним научним конференцијама у Србији и иностранству, као и на конференцијама комисијâ Међународног славистичког комитета:
Учествовала на научним конференцијама Комисије за творбу речи међународног комитета слависта у Москви (2009), Кијеву (2010), Познању (2011), Витенбергу (2014), Минску (2013), Марибору (2015), Грацу (2016), Сарајеву (2017), Београду (2012; 2018), Варшави (2020), Прешову / Словачка (2021), Охрид (2023), Љубљана (2024).
- Москва 2009: Словообразовательные иновации с точки зрения исследования деривационных гнезд сербского языка, Новые явления в славянском словообразовании, система и функционирование (доклады XI Международной научной конференции Комисии по славянскому словообразованию при Международном комитете славистов), под ред. Е. В. Петрухиной, Москва, 2010: Издательство Московского универзитета, стр. 148—163. УДК 811.16 ББК 81.2—2.  978-5-211-05703-6..
- Кијев 2010: Слова с положительной и отрицательной коннотацией в сербском языке с точки зрения национальной культуры, Відόбраження історії та культури нарόду в слόвόтвόренні (доповіді XII Mіжнародної конференції Комисії словянського словотворення при Міжнародному комітеті славістів), упорядкування та наукове редагування Н. Ф. Клименко и Є. А. Карпіловської, Київ, 2010: Видавничий дім Дмитра Бураго.  978-966-489-059-2. стр. 75—85. УДК 811.16 373.611 (06)
- Познањ 2011: Просте речи и њихови деривати у тексту у српском језику, Słowotwórstwo słowiańskie: system i tekst, Prace Komisji Słowotwórczej przy Międzynarodowym Komitecie Slawistów, Seria 13, pod red. Jerzego Sierociuka, Poznań, 2012: PTPN, 133—141.  978-83-7654-195-2.
- Београд 2012: Семантичка анализа десупстантивних предлога у српском језику, Творба речи и њени ресурси у словенским језицима, Зборник радова са четрнаесте међународне научне конференције Комисије за творбу речи при Међународном комитету слависта, главни уредник Рајна Драгићевић, Београд: Филолошки факултет, Чигоја штампа, 2012: 73—89.  978-86-6153-116-3.
- Минск 2013: Глаголи са два префикса у српском језику с освртом на стање у другим словенским језицима, (рад за Петнаести конгрес слависта у Минску), Зборник Матице српске за славистику 83, 2013, 257—269. ISSN 0352-5007
- Марибор 2015: Недеминутивные значения деминутивов, Menjšalnice v slovanskih jezikih: oblika in vloga, uredila Irena Stramljič Breznik, Zora 113, Maribor, Bielsko-Biala, Budapest, Kansas, Praha, 2015: Filozofska fakulteta, Univerza v Mariboru, 88—102.  978-961-6930-34-5.
- Грац 2016: Рајна Драгићевић и Милош Утвић: „Препозитивне компоненте у српском и руском језику на материјалу интернет-сајтова”, Wortbildung und Internet, Branko Tošović, Arno Wonisch (Hg.), Graz, 2016: Institut für Slawistik der Karl-Franzens-Universität, Kommission für Wortbildung beim Internationalen Slawistenkomitee, 91—107.  978-3-9504084-6-1.
- Сарајево 2017: Неки аспекти универбизације у српском језику, Univerbacija/univerbizacija u slavenskim jezicima, zbornik radova, Osamnaesta međunarodna naučna konferencija Komisije za tvorbu riječi Međunarodnog komiteta slavista, Sarajevo, 4—7. aprila 2017, urednica Amela Šehović, Sarajevo, 2018: Slavistički komitet, 104—118.  978-9958-648-20-5.

Учествовала на конференцији Комисије за проучавање граматичке структуре словенских језика Међународног комитета слависта, Београд, 2010:
- О начинским прилозима субјекатске квалификације, Граматика и лексика у словенским језицима (зборник радова са међународног симпозијума), Нови Сад — Београд: Матица српска, Институт за српски језик САНУ, 2011, 379—393. УДК: 811.163. 41'367.624 811.163.41'37.  978-86-82873-32-7.

Учествовала на конференцији Комисије за етнолингвистику Међународног комитета слависта у Бечу, 2015. године (рад је у штампи).
Учествовала на конференцији Комисије за медијалингвистику Међународног комитета слависта у Варни, 2015. године.
- Что мы узнаем о словообразовательном ядре и периферии из языка СМИ (на материале префиксоида мини- в некоторых славянских языках), Медиалингвистика N04 (19), 2017, 104—110. УДК 81.13; ББК 81.2; ГРНТИ 16.21.45; КОД ВАК 10.02.03

Учествовала на конференцији Комисије за терминологију Међународног комитета слависта у Београду, 2016. године.
- Детерминологизација као процес богаћења општег лексичког фонда, Словенска терминологија данас, уредници П. Пипер и В. Јовановић, Београд: САНУ и Институт за српски језик САНУ, 2017, 417—425.  978-86-7025-741-2.

Учествовала на конференцији Комисије за лексикологију и лексикографију Међународног комитета слависта у Варшави 2021. године и у пројектима ове комисије. Резултати су објављени у две колективне монографије чланова ове Комисије, 2013. и 2018. године.
- О славянской ассоциативной лексикографии (са Маријом Стефановић), Славянская лексикография, международная коллективная монография, отв. ред. М. И. Чернышева, Москва, 2013: Международный комитет славистов, Комиссия по лексикологии и лексикографии; Национальный комитет славистов Российской Федерации; Институт русского языка им. В. В. Виноградова РАН, 390—405.  978-5-91172-076-6. УДК 811.161
- Развитие лексической системы сербского языка от праславянской эпохи до начала XXI века, Лексикология и лексикография славянских языков, отв. Редактор М. И. Чернышева, перевод Е. В. Куренковой, Москва, 2017: Международный комитет славистов, Комиссия по лексикологии и лексикографии, Национальный комитет славистов Российской Федерации, Институт русского языка им. В. В. Виноградова РАН, 688—712.  978-5-9909698-2-7.

Учествовала на конференцији Комисије за наставу словенских језика и књижевности Међународног славистичког комитета у Београду, 2024. године.
Учествовала у пројекту ЕUROJOS, чији су организатори Институт за славистику Пољске академије наука и Комисија за етнолингвистику Међународног комитета слависта. Руководилац пројекта: проф. др Јежи Бартмињски (Jerzy Bartmiński).
- Понятие свободы в сербском языке и в сербской культуре (рад за међународни пројекат Јежија Бартмињског), Wartości w językowo-kulturowym obrazie świata słowian i ich sąsidów 2, Wokół europejskiej aksjosfery, redakcja: Jerzy Bartmiński, Iwona Bielińska-Gardziel, Stanisława Niebrzegowska-Bartmińska, Lublin, 2014: wydawnictwo Uniwersytetu Marii Curie-Skłodowskiej, 185—209.  978-83-7784-470-0.

Члан Програмског комитета Међународне асоцијације истраживача језика медијске комуникације (Международная Ассоциация исследователей языка медиакоммуникации).

## Сарадња са славистичким катедрама на страним универзитетима
Са професорима Катедре за славистику и Катедре за српску књижевност Филолошког факултета у Београду др Јарославом Линдом, др Далибором Соколовићем и др Мином Ђурић, организовала изборни курс за студенте србистике Института за западнословенске и јужнословенске студије на Универзитету у Варшави. Назив курса: Западнословенско-јужнословенске културне, књижевне и језичке паралеле. Студенти Варшавског универзитета моћи ће да изаберу курс у летњем семестру школске 2018/2019. године.
Као гостујући професор, у зимском семестру школске 2009/2010. године, одржала изборни курс Српска лексикографија студентима србистике на Масариковом Универзитету у Брну.
Одржала предавања по позиву на универзитетима у Новом Саду, Нишу, Грацу, Берлину, Брну, Марибору, Вроцлаву, Катовицама, Прагу, Скопљу, Варшави, Бечу.
Школске 2009/2010, два месеца провела на Хумболтовом Универзитету у Берлину; учествовала на пројекту German-Serbian lexicon of associations (Deutsch-Serbisches Assoziationswörterbuch), чији су организатори Institut für Slawistik Humboldt-Universität zu Berlin и German Research Foundation (Deutsche Forschungsgemeinschaft). Руководилац пројекта: Prof. Dr. Christian Voss.

## Менторски рад
Под менторством Р. Драгићевић одбрањено је 21 докторских дисертација и више од 60 мастер радова.

## Награде
Два пута је награђивана наградом Павле Ивић: за књигу Лексикологија српског језика и (са групом аутора) за Речник српскога језика. Године 2005. са групом аутора награђена је наградом Стојан Новаковић за уџбенички комплет за српски језик за 4. разред основне школе. Награђена је и Доситејевом повељом Педагошког покрета Србије (2014), Захвалницом Студентске конференције универзитетȃ Србије (2014), Захвалницом Вукове задужбине за допринос остваривању програма Вукове задужбине (2018) и Повељом захвалности Филолошког факултета Универзитета у Београду за изузетан допринос угледу Филолошког факултета и развоју науке о језику, књижевности и културе (2019)

## Говор студентима
Крајем јуна 2013. године професорка Драгићевић је одржала говор студенткињама и студентима на апсолвентској вечери који је, иако није био намењен за јавност, снажно одјекнуо у електронским и штампаним медијима у Србији и у региону.